# Карлуччи, Уильям
Уильям «Билл» Карлуччи (англ. William H. "Bill" Carlucci; род. 3 июня 1967, Rye Brook, Нью-Йорк) — американский гребец, выступавший за сборную США по академической гребле в 1990-х годах. Бронзовый призёр летних Олимпийских игр в Атланте, серебряный призёр чемпионата мира, двукратный чемпион Панамериканских игр, победитель и призёр многих регат национального значения.

## Биография
Уильям Карлуччи родился 3 июня 1967 года в поселении Рай-Брук, штат Нью-Йорк.
Заниматься академической греблей начал в 1985 году, проходил подготовку в клубе Vesper Boat Club в Филадельфии и в Принстонском тренировочном центре в Нью-Джерси.
Дебютировал в гребле на взрослом международном уровне в сезоне 1991 года, когда вошёл в основной состав американской национальной сборной и выступил на чемпионате мира в Вене, где в зачёте распашных безрульных четвёрок лёгкого веса финишировал шестым.
В 1992 году на мировом первенстве в Монреале в той же дисциплине показал пятый результат.
На домашнем чемпионате мира 1994 года в Индианаполисе в лёгких парных четвёрках сумел квалифицироваться лишь в утешительный финал B и расположился в итоговом протоколе соревнований на седьмой строке.
В 1995 году в парных четвёрках лёгкого веса выиграл серебряную медаль на Панамериканских играх в Мар-дель-Плате, тогда как на мировом первенстве в Тампере был седьмым в лёгких распашных безрульных четвёрках.
Благодаря череде удачных выступлений удостоился права защищать честь страны на домашних летних Олимпийских играх 1996 года в Атланте. В составе экипажа, куда также вошли гребцы Марк Шнайдер, Джефф Пфендтнер и Дэвид Коллинз, в программе лёгких безрульных четвёрок пришёл к финишу третьим позади команд из Дании и Канады — тем самым завоевал бронзовую олимпийскую медаль.
После атлантской Олимпиады Карлуччи остался в составе гребной команды США и продолжил принимать участие в крупнейших международных регатах. Так, в 1997 году в безрульных четвёрках лёгкого веса он занял пятое место на чемпионате мира в Эгбелете.
В 1998 году побывал на мировом первенстве в Кёльне, откуда привёз награду серебряного достоинства, выигранную в зачёте лёгких восьмёрок — в финале уступил только команде Германии.
На чемпионате мира 1999 года в Сент-Катаринсе в лёгких безрульных четвёрках отобрался в финал B и стал в итоге девятым. При этом на Панамериканских играх в Виннипеге дважды поднимался на верхнюю ступень пьедестала почёта, победив в рулевых четвёрках и в безрульных четвёрках лёгкого веса.